# Tonight: Franz Ferdinand
Tonight: Franz Ferdinand is het derde album van de Britse rockband Franz Ferdinand. Het album wordt in het Verenigd Koninkrijk op 26 januari 2009 uitgebracht. Een dag later verschijnt het in de Verenigde Staten.
De eerste single van het album is "Ulysses". De single verscheen op 19 januari in de winkels, maar was al vanaf 2 december te downloaden.

## Nummers
1. "Ulysses"
2. "Turn It On"
3. "No You Girls"
4. "Twilight Omens"
5. "Send Him Away"
6. "Live Alone"
7. "Bite Hard"
8. "What She Came For"
9. "Can't Stop Feeling"
10. "Lucid Dreams"
11. "Dream Again"
12. "Katherine Kiss Me"

## Hitnotering
| "Tonight: Franz Ferdinand" in de Nederlandse Album Top 100 - binnen: 31-01-2009 | "Tonight: Franz Ferdinand" in de Nederlandse Album Top 100 - binnen: 31-01-2009 | "Tonight: Franz Ferdinand" in de Nederlandse Album Top 100 - binnen: 31-01-2009 | "Tonight: Franz Ferdinand" in de Nederlandse Album Top 100 - binnen: 31-01-2009 | "Tonight: Franz Ferdinand" in de Nederlandse Album Top 100 - binnen: 31-01-2009 | "Tonight: Franz Ferdinand" in de Nederlandse Album Top 100 - binnen: 31-01-2009 | "Tonight: Franz Ferdinand" in de Nederlandse Album Top 100 - binnen: 31-01-2009 | "Tonight: Franz Ferdinand" in de Nederlandse Album Top 100 - binnen: 31-01-2009 | "Tonight: Franz Ferdinand" in de Nederlandse Album Top 100 - binnen: 31-01-2009 | "Tonight: Franz Ferdinand" in de Nederlandse Album Top 100 - binnen: 31-01-2009 | "Tonight: Franz Ferdinand" in de Nederlandse Album Top 100 - binnen: 31-01-2009 | "Tonight: Franz Ferdinand" in de Nederlandse Album Top 100 - binnen: 31-01-2009 | "Tonight: Franz Ferdinand" in de Nederlandse Album Top 100 - binnen: 31-01-2009 | "Tonight: Franz Ferdinand" in de Nederlandse Album Top 100 - binnen: 31-01-2009 | "Tonight: Franz Ferdinand" in de Nederlandse Album Top 100 - binnen: 31-01-2009 |
| Week                                                                            | 01                                                                              | 02                                                                              | 03                                                                              | 04                                                                              | 05                                                                              | 06                                                                              | 07                                                                              | 08                                                                              | 09                                                                              | 10                                                                              | 11                                                                              | 12                                                                              | 13                                                                              |                                                                                 |
| ------------------------------------------------------------------------------- | ------------------------------------------------------------------------------- | ------------------------------------------------------------------------------- | ------------------------------------------------------------------------------- | ------------------------------------------------------------------------------- | ------------------------------------------------------------------------------- | ------------------------------------------------------------------------------- | ------------------------------------------------------------------------------- | ------------------------------------------------------------------------------- | ------------------------------------------------------------------------------- | ------------------------------------------------------------------------------- | ------------------------------------------------------------------------------- | ------------------------------------------------------------------------------- | ------------------------------------------------------------------------------- | ------------------------------------------------------------------------------- |
| Nummer                                                                          | 4                                                                               | 11                                                                              | 27                                                                              | 35                                                                              | 45                                                                              | 42                                                                              | 59                                                                              | 68                                                                              | 74                                                                              | 87                                                                              | 100                                                                             | 97                                                                              | 93                                                                              | uit                                                                             |